# Sant'Elpidio a Mare
Sant'Elpidio a Mare è un comune italiano di 16 377 abitanti della provincia di Fermo nelle Marche.

## Geografia fisica
Sant'Elpidio a Mare è situata su una dorsale del subappennino marchigiano tra le basse valli del fiume Tenna e del torrente Ete Morto, a 9 chilometri dal mare Adriatico.

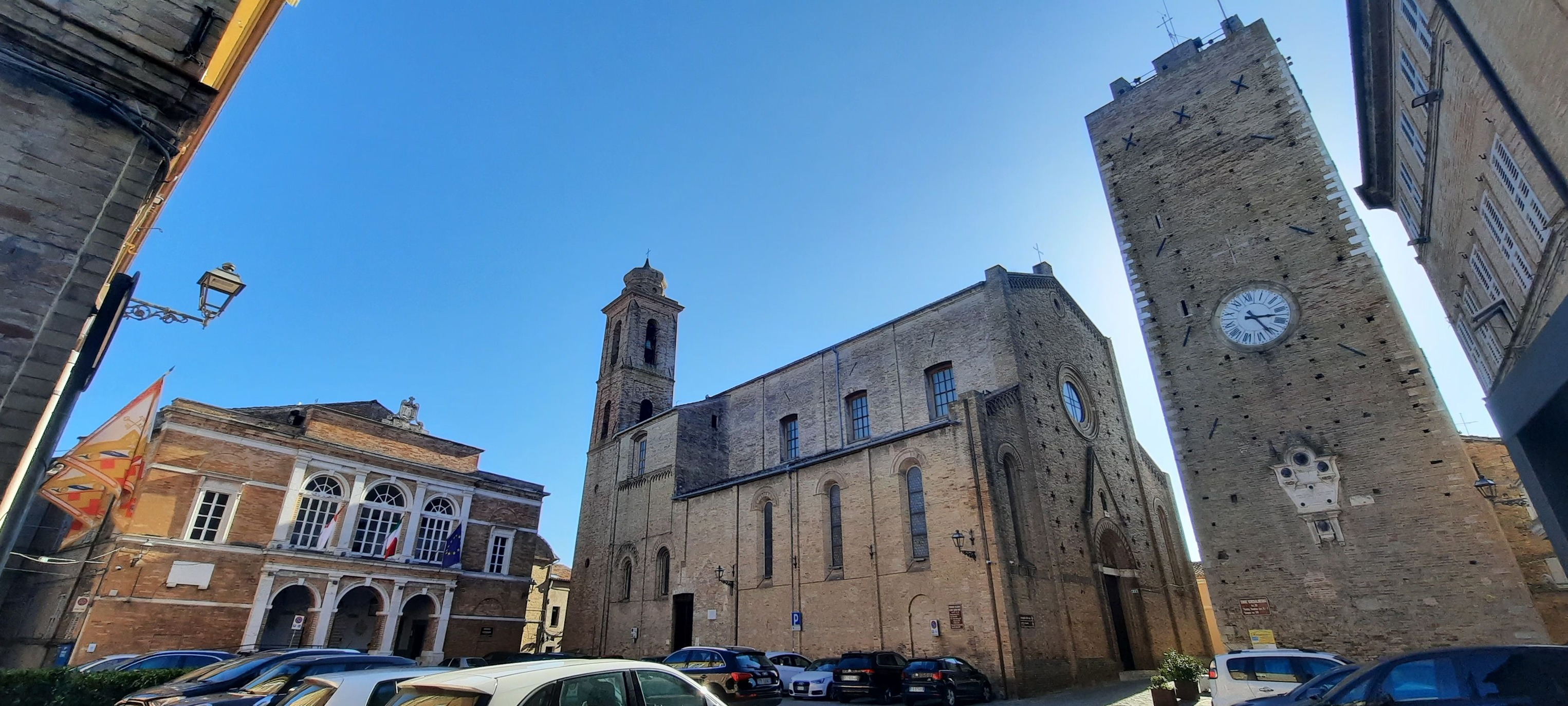
Piazza Giacomo Matteotti; con il Palazzo Comunale, la Collegiata di Sant'Elpidio Abate e la Torre Gerosolimitana..jpg

## Origini del nome
Il nome è un chiaro riferimento al santo anacoreta Elpidio, di cui la città conserva la spoglie.

La specificazione "a mare", precedente all'Unità d'Italia, serviva per distinguerla da altri centri omonimi, e aveva ragione di essere in quanto il territorio comunale giungeva fino alla linea di costa con il Porto, che però dal 1952 è comune a sé stante.

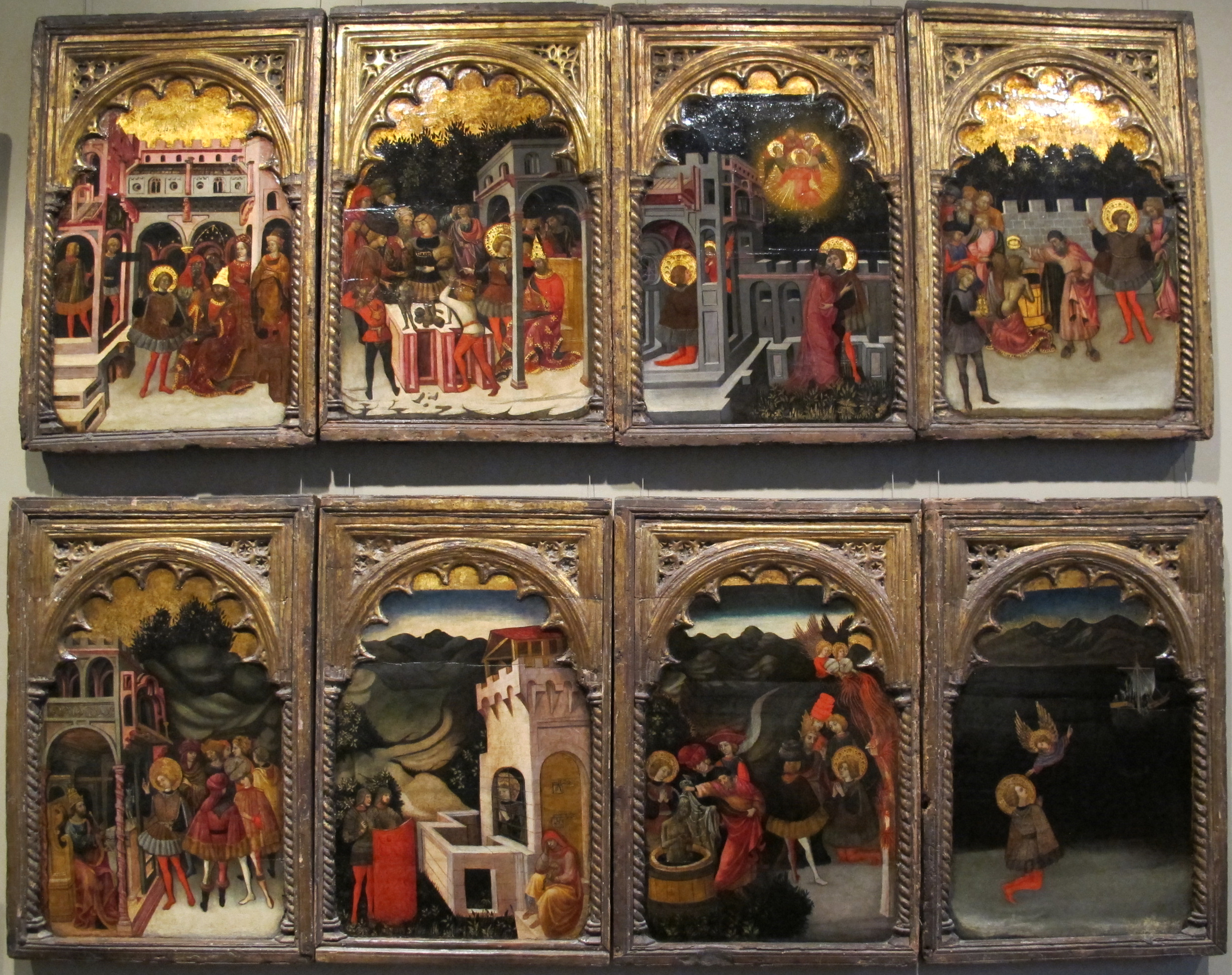
Giacomo di Nicola da Recanati, Polittico di Sant'Elpidio a Mare
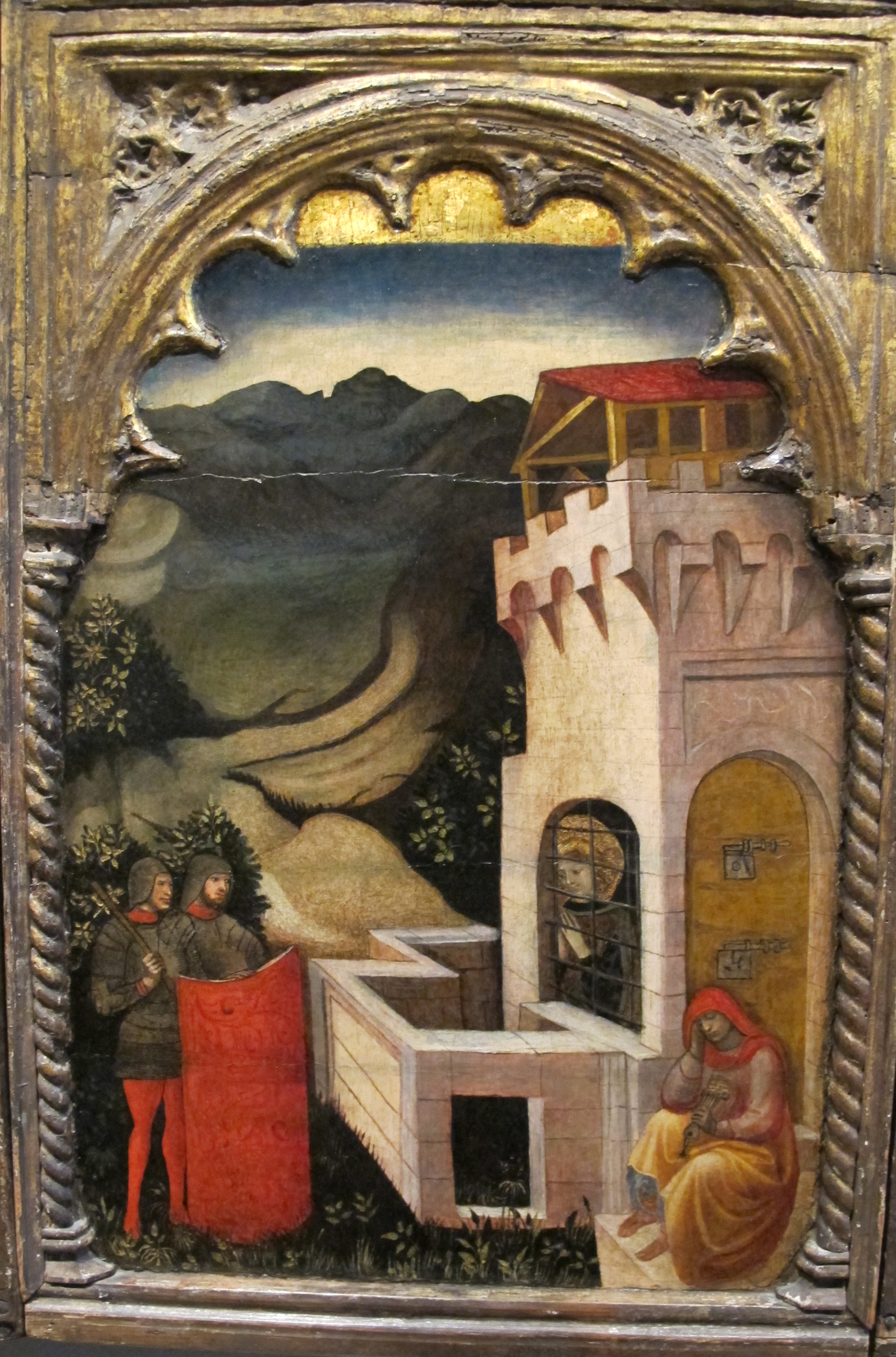
Dettaglio del polittico
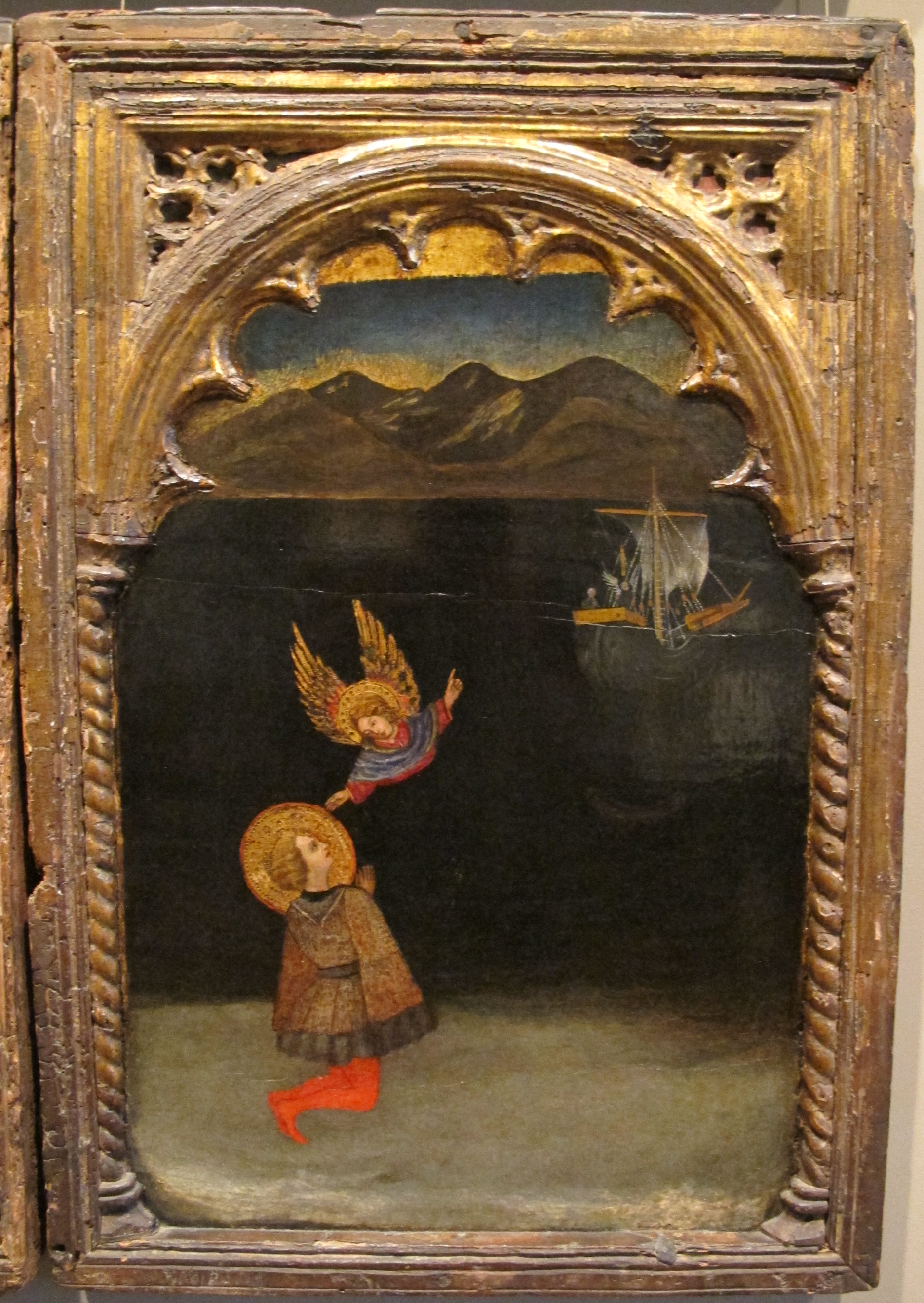
Altro dettaglio
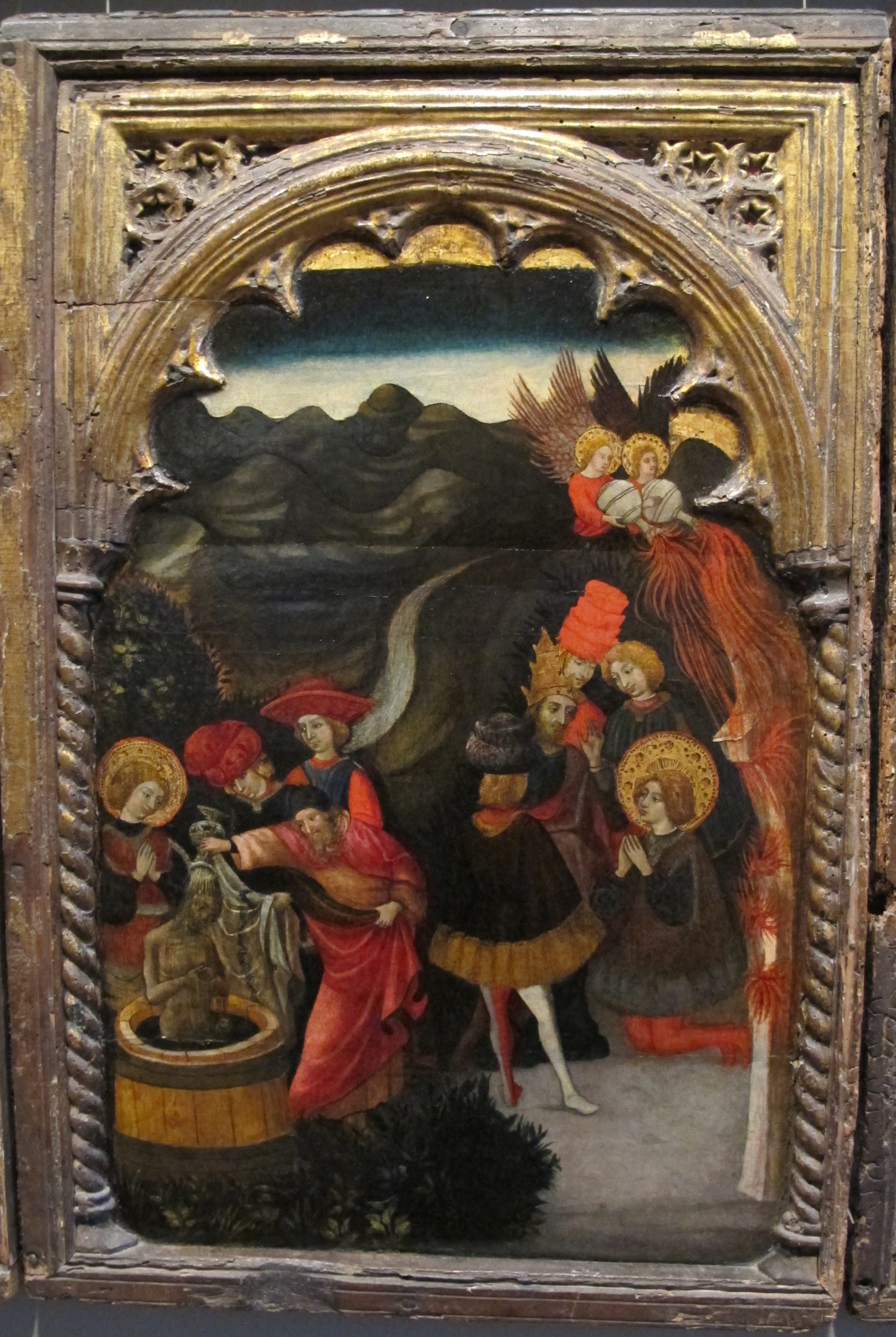
Altro dettaglio

## Storia
La città occupa il territorio appartenuto all'antica città romana di Cluana, distrutta dai Goti nei primi anni del 400.

Nell'887, nella stessa zona della città distrutta, fu fondata una delle più antiche e potenti abbazie benedettine delle Marche: l'abbazia imperiale di Santa Croce al Chienti. Il borgo medievale, conosciuto con il toponimo di "Castello di Sant'Elpidio", sorse nell'XI secolo sul colle nella cui sommità è ospitata la chiesa della Madonna dei Lumi. 

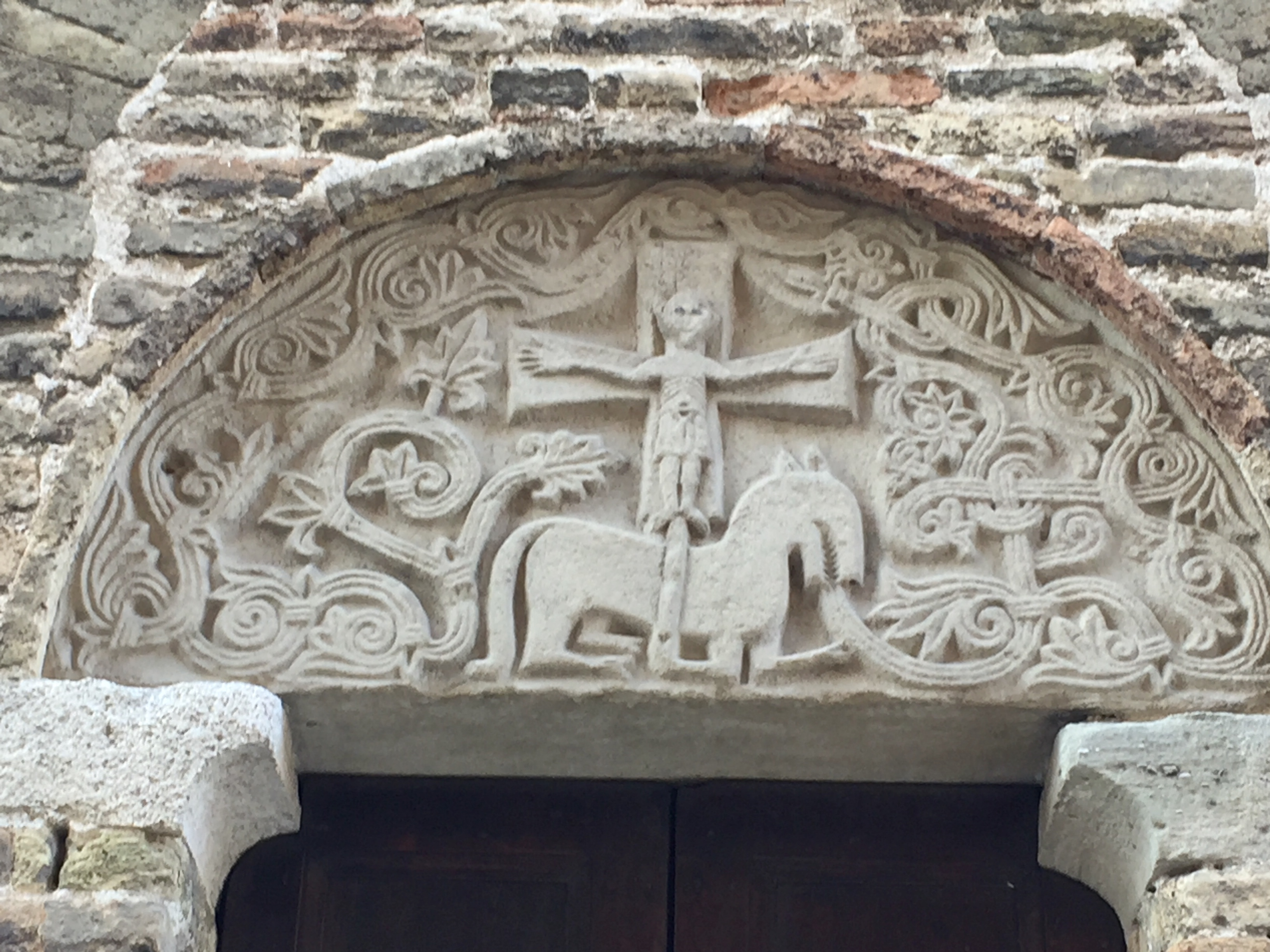
Timpano della Torre Gerosolimitana (XIII sec.)

Elevato al rango di libero comune, nel 1250 Federico II di Svevia gli concesse la costruzione di un porto tra i fiumi Chienti e Tenna.
Fu nei secoli successivi al centro di aspri contrasti con la vicina Fermo. 
Saccheggiato nel 1328 dalle truppe di Mercenario da Monteverde fu nuovamente distrutto dal ghibellino Rinaldo da Monteverde nel 1376 e nel 1377.
Nel 1380 gli elpidiensi ricostruirono il paese nella posizione in cui è ancora oggi.
Nel 1431 l'esercito di Francesco Sforza penetra la cinta muraria e saccheggia l'abitato.
Nel 1797 il generale Rusca dell'esercito di Napoleone Bonaparte raduna le milizie locali fedeli a Papa Pio VI sul Colle dei Cappuccini e ingloba il Paese nel Dipartimento del Tronto, con capoluogo Fermo. Nel 1828 papa Leone XII emana una bolla con la quale viene attribuito il titolo di città. Durante la seconda guerra mondiale il territorio fu amministrato dalla Repubblica Sociale Italiana.
Nel 1952 la frazione del Porto diventa comune autonomo con il nome di Porto Sant'Elpidio.

### Simboli
Lo stemma comunale e il gonfalone sono stati concessi con decreto del presidente della Repubblica del 7 marzo 2001.
Il gonfalone è un drappo di bianco alla bordatura di azzurro.

## Monumenti e luoghi d'interesse

### Architetture religiose

#### Abbazia imperiale di Santa Croce al Chienti
L'Abbazia imperiale di Santa Croce al Chienti fondata sopra ad un edificio religioso preesistente del VI, grazie alle terre donate al monastero dal vescovo di Fermo e alla munificenza dell'imperatore Carlo il Grosso che concede con privilegio del 24 giugno 883 i mezzi economici necessari alla sua realizzazione, venne solennemente consacrata il 14 settembre 887 alla presenza del vescovo di Fermo Theodosio e di innumerevoli canonici. Il periodo di massimo splendore dell'abbazia benedettina oscilla tra il X e il XII secolo in cui beneficia di ampliamenti in stile romanico. Nel 1468 il complesso abbaziale diventa di proprietà del Comune di Sant'Elpidio a mare. Nel 1749 Alessandro Borgia arcivescovo di Fermo restaura la basilica. Nel 1790 il vescovo fermano Andrea Minnucci riduce il complesso abbaziale a struttura per uso agricolo decretandone la sua rovina e riducendo la zona delle funzioni alla sola navata centrale. Dopo oltre due secoli di abbandono e degrado ad usi impropri, la struttura basilicale è stata interessata da un restauro iniziato nel marzo 2006 teso al ripristino della primitiva tipologia e alla conseguente riapertura al pubblico, avvenuta nel 2010.
All'interno della chiesa una lapide ricorda i lavori di ristrutturazione eseguiti sulla Basilica dall'arcivescovo di Fermo Alessandro Borgia nel 1749: 
All'esterno dell'abbazia una lapide ricorda:
PRODUXERIT.AEDES.PARTIM.E.FUNDAMENTIS.EXCITARI.ARTIM.RESTITUERIT.AMNE.INTERFLUENTE.CO.ERCITO.GRATI.ANIMI.ERGO.A.P.F.F.MDCCXC»

#### Chiesa della Madonna dei Lumi
Fu costruita nel XIII secolo con il nome originario di chiesa di Sant'Agostino. Filippo III di Francia, quarto figlio del re san Luigi IX, durante il XIV Concilio Ecumenico, apertosi a Lione il 7 maggio 1274 e conclusosi il 17 luglio 1274 dona in segno di profonda devozione verso il beato Clemente personalità eminente dell'Ordine Agostiniano, beatificato da papa Clemente XIII nel 1761, una dpina della Corona di Gesù Cristo. Il Frate devolve il prezioso dono al convento di Sant'Elpidio in cui studiarono tra gli altri san Nicola da Tolentino e san Giacomo della Marca. Nella notte dell'8 settembre 1377 l'esercito guidato da Rinaldo da Monteverde privò la chiesa della reliquia che è attualmente conservata nella chiesa di Sant'Agostino a Fermo. Dell'antico tempio rimane il basamento, gran parte dell'elevato della facciata e all'interno l'altare marmoreo in stile gotico realizzato nel 1371 in pietra d'Istria e l'affresco della Madonna dei Lumi del XV secolo che raffigura la Madonna con il Bambino..

#### Chiesa di Sant'Elpidio Abate
Eretta nel XIII secolo come pieve, nel 1590 le viene attribuito il titolo di collegiata semplice, l'11 ottobre 1591 papa Gregorio XIV la eleva a insigne collegiata e nel 1857 il beato papa Pio IX a perinsigne collegiata. Della costruzione primitiva conserva l'abside e gran parte della struttura esterna. La facciata realizzata nella seconda metà degli anni trenta del XX secolo in stile neoromanico si fregia della presenza di un rosone e di un mosaico sulla lunetta del portale che raffigura sant'Elpidio abate affiancato dai discepoli Ennesio ed Eustasio. Il fianco della chiesa che delimita piazza Giacomo Matteotti conserva 5 finestre dell'originaria costruzione del XIII secolo; il resto è stato quasi interamente ricostruito nel 1639. L'interno è stato realizzato in stile neoclassico. Dietro all'altare maggiore del XVI secolo è stato inserito un altorilievo di un sarcofago romano in marmo pario del IV secolo che raffigura una scena di caccia al leone e che conserva al suo interno le ossa del patrono sant'Elpidio Abate e dei discepoli sant'Ennesio e sant'Eustasio.
Sopra l'altare maggiore Nicola Antonio Monti ha realizzato alla fine del XVIII secolo un quadro in cui raffigura la Beata Vergine Maria Assunta in Cielo. La mostra d'Altare dedicata alla Madonna di Loreto e realizzata in stile barocco da Angelo Scoccianti nel transetto di destra della chiesa nel 1702, è la più grande delle Marche. L'opera lignea la cui bellezza è esaltata dalla presenza di dorature, conserva all'interno di due ante la cui giunzione crea un altorilievo dell'Annunciazione, la statua della Madonna di Loreto. Il transetto di sinistra conserva un dipinto di Jacopo Palma il Giovane che raffigura ai piedi del Cristo Sant'Antonio e Sant'Elpidio. La chiesa ospita un Fonte Battesimale di stile rinascimentale. L'organo realizzato nel 1765 da Gaetano Callido e collocato al di sopra dell'entrata principale costituisce una delle più imponenti opere dell'Autore. La grande balaustra in marmo, costruita nella metà del XIX secolo su progetto dell'Architetto Salvatori, è impreziosita da quattro statue in bronzo che raffigurano Sant'Elpidio Abate, Beato Clemente Briotti, San Francesco d'Assisi e Santa Caterina da Siena, e delimita il Coro e le statue di Sant'Elpidio e della Madonna. La chiesa ospita il paramento liturgico indossato dal Cardinale Cesare Brancadoro. La Sagrestia conserva un dipinto della Madonna con il Bambino che appare a San Filippo Neri.
Il 24 dicembre 1943 i cittadini di Sant'Elpidio a mare alla presenza dell'Arciprete Don Quirico Lupacchini hanno formulato un voto in onore di Sant'Elpidio Abate in base al quale se fossero stati liberati dagli orrori e dalle devastazioni della guerra avrebbero arricchito di marmi preziosi il presbiterio della Chiesa Collegiata dove riposa il corpo del Santo Protettore.

#### Chiesa di San Giovanni
Fu la chiesa del Monastero delle Suore Benedettine dedicato a San Giovanni. La facciata realizzata nel XIX secolo si erge all'inizio di via Cunicchio.

#### Santuario della Madonna degli Angeli
Il santuario della Madonna degli Angeli ed il convento attiguo siano stati costruiti all'inizio del XIII secolo, quando il culto a santa Maria degli Angeli fu iniziato da san Francesco d'Assisi. Ne sono testimoni i pochi affreschi rimasti nella Cappellina. L'opinione è confermata dalla presenza dei religiosi Francescani fin dal 1242: il santuario venne costruito con l'intenzione di riprodurre la Porziuncola di santa Maria degli Angeli in Assisi.
Il santuario fu subito oggetto di particolare culto e si pensò di affidare la custodia a dei religiosi per i quali si affiancò la costruzione di un modesto convento.

#### Chiesa di Sant'Agostino
Eretta in onore di Sant'Antonio nel XIV secolo. Dopo la distruzione del convento agostiniano nel 1377 è stata riconsacrata a sant'Agostino. Ospita un portale in pietra con decorazioni a candelabra del 1505 che impreziosisce la graziosa facciata in stile barocco. Restaurata nel 1760, fu chiusa al culto agli inizi del XX secolo. L'interno è abbellito dalla presenza di stucchi e da un coro (1760). Ospitò l'altare dedicato al beato Clemente Briotti visibile presso la chiesa di Sant'Elpidio Abate e l'olio su tela di Vincenzo Pagani "Madonna in gloria con Bambino e santi" conservato nella Pinacoteca civica di Ripatransone.

#### Chiesa di San Francesco
Realizzata nel XIV secolo, al suo interno contiene la tela del Tizianello del 1564, due tele di Ripani. La Chiesa ospita le reliquie del nobile Giovanni de Lellis padre di San Camillo de Lellis.

#### Basilica lateranense di Santa Maria della Misericordia
La Chiesa venne costruita a partire dal 1575, fu aperta nel 1578 e fu terminata nel 1585. All'esterno presenta un portale ligneo e due meridiane in alto che da sinistra verso destra indicano rispettivamente l'ora italica e astronomica. All'interno, la decorazione della volta venne iniziata nel 1599 dall'umbro Pietro Cesarei che eseguì alcuni episodi della Vita della Vergine, fu portata avanti da Giuseppe Bastiani con l'Assunzione della Vergine e fu completata nella volta del presbiterio, nel 1603 da Andrea Boscoli, che aggiunse anche nel coro tre tele con la Madonna della Misericordia,  lo Sposalizio della Vergine firmato e datato 1603 e l'Adorazione dei Pastori, probabilmente eseguite in collaborazione con l'allievo Marcello Gobbi In chiesa si conserva anche una tela dell'anconetano Andrea Lilli con l'Imbarco delle Sante Marta e Maddalena, del 1602, ed un organo di Gaetano Callido del 1785 e Pietro Nachini del 1757. Dal 1974 la basilica è sede dell'Accademia organistica elpidiense.

#### Chiesa di San Giuseppe
Costruita a partire dal 1576 insieme all'ex convento dei Cappuccini. Le opere pittoriche realizzate nel 1758 da Filippo Ricci con Il sogno di San Giuseppe e lo Sposalizio della Vergine adornano l'interno.

#### Chiesa di San Filippo Neri
La chiesa di San Filippo Neri venne fondata nel 1735 e completata nel 1789 ad opera degli Architetti Giovanni Battista Vassalli e Pietro Augustoni e, per gli interni, Giuseppe Valadier, che ha dato alla struttura lo stile tardo barocco che lo caratterizza.

#### Oratorio dei Filippini
L'oratorio di Sant'Elpidio a mare venne realizzato nel 1740 su indicazioni dell'architetto Giuseppe Valadier. Consacrato nel 1742, venne dedicato a san Giuseppe patrono della Chiesa universale. Utilizzato anche per le celebrazioni liturgiche, è caratterizzato dalla presenza di un'unica aula con copertura a volte sorretta da quattro pilastri. La pala dell'altare presentava un dipinto realizzato nella seconda metà del XVII secolo di autore ignoto che raffigurava il tema della fuga in Egitto ora conservata nella pinacoteca civica. Nicola Monti ha realizzato per l'oratorio un olio su tela che affronta il tema dell'Incredulità di San Tommaso. Gesù è raffigurato in piedi sulla destra nell'atto di sollecitare san Tommaso apostolo a verificare la piaga sul costato, tre Apostoli assistono alla scena. Il dipinto si colloca nell'ambito della produzione matura del Monti.

#### Chiesa del Sacro Cuore
Realizzata del XIX secolo.

#### Chiesa del Santissimo Sacramento
La chiesa costruita nel XIII secolo dai Cavalieri dell'Ordine dell'ospedale di San Giovanni di Gerusalemme è stata in seguito quasi completamente ricostruita, fa eccezione il portale di entrata rimasto intatto.

#### Chiesa di San Michele Arcangelo
Collocata lungo la via Errighi, dopo l'unità d'Italia viene trasformata in carcere. Oggi la struttura è inutilizzata. Si attendono i fondi per riconsacrarla a luogo di culto e di devozione al Principe delle Milizie Celesti.

### Architetture civili

#### Torre gerosolimitana
Portata a compimento nel XVI secolo dai Cavalieri Gerosolimitani (una delle varianti del nome dell'ordine che nasce a Gerusalemme nel 1048 ad opera di Mercanti della Repubblica Marinara di Amalfi che decidono di fondare nella Città Santa una chiesa, un convento e un ospedale), la torre costruita nel punto più alto della città è alta circa 28 metri ha forma quadrata (circa 8,19 metri di lato) ed è caratterizzata da spesse mura perimetrali (1,60 metri). Si accede all'interno attraverso un portone d'ingresso, sormontato da una lunetta di pietra arenaria, scolpita secondo lo stile paleocristiano del X secolo. Il bassorilievo raffigura Cristo Crocifisso. Dal Costato di Gesù esce Acqua e Sangue. Con l'acqua Gesù ci libera dal peccato e ci rigenera come figli di Dio. Con il suo Preziosissimo Sangue ci offre la sua Eterna Alleanza con Dio e ci consente di divenire membra di un unico corpo mistico illuminato dalla luce dello Spirito Santo. Il liquido bagna un agnello posto al di sotto del Cristo crocifisso. Dalla bocca dell'agnello escono tre rami giunti insieme da cui spuntano foglie e fiori. L'intreccio floreale simbolizza l'Albero della Vita. La tradizione indica che l'iconografia venne realizzata per adornare l'Abbazia di Santa Croce al Chienti. Nella seconda metà del XVII secolo, sopra la torre sono state inserite due campane, la più grande è dedicata al Cristo, alla Madonna, a San Nicola e Sant'Elpidio Patrono della Città, e nel lato est della torre un orologio meccanico posto al di sotto della croce ad otto punte dell'Ordine di San Giovanni di Gerusalemme e al di sopra di un monumento (inaugurato il 24 settembre 1893) dedicato ai protagonisti dell'unità d'Italia i cui volti sono stati immortalati con la tecnica dell'altorilievo realizzata su quattro medaglioni di bronzo che adornano una lapide nella quale è inciso uno scritto composto da Tommaso Casini: "Il municipio e i Cittadini di Sant'Elpidio a mare vollero in questo marmo raffigurare le sembianze ed incisi i nomi di Vittorio Emanuele II e di Giuseppe Garibaldi, di Giuseppe Mazzini e di Cavour per additare al memore affetto dei posteri gli ardimenti generosi e le eroiche imprese, l'apostolato civile e la sapienza politica onde agli Italiani fu restituita la Patria".

#### Cinta muraria
L'abitato conserva resti dei tre chilometri della cinta muraria (XIII e XIV secolo) medioevale e solo tre delle sette porte originarie. Via dei Torrioni offre una splendida vista dall'alto dei comuni limitrofi e dei monti Sibillini.

#### Porta Canale
L'architettura difensiva eretta nel XIV secolo è l'unica porta originaria rimasta ancora intatta. Sulle sue mura è stato incastonato nel 1527 un bassorilievo in pietra che raffigura Sant'Elpidio a cavallo apparso in una battaglia contro i Saraceni.

#### Porta Marina
Ricostruita agli inizi dell'Ottocento dopo essere stata distrutta dai cannoni dell'esercito di Napoleone nel 1797 durante la Campagna d'Italia.

#### Porta Romana
Ricostruita interamente in epoca fascista (1930).

#### Palazzo comunale
Eretto nel XIV secolo per svolgere la funzione di Palazzo dei Priori, è stato ristrutturato nel XVI secolo seguendo le indicazioni dell'Architetto Pellegrino Tibaldi. La facciata è in stile classico. Ospita l'archivio storico.

#### Teatro Luigi Cicconi
Della costruzione del 1870 realizzata su progetto di Ireneo Aleandri conserva solo la facciata in stile neoclassico. L'interno è stato completamente rifatto negli anni dal 1952 al 1953. Rimangono originali l'esterno e un grande dipinto a tempera, Il sipario storico, "I Personaggi delle Marche" realizzato dal pittore marchigiano Ferdinando Cicconi nel 1873 e rappresenta in una grande allegoria gli uomini illustri nelle scienze e nelle arti della pittura, dell’architettura, della musica e della poesia.

#### Fontana della Pupa
Realizzata per celebrare l'installazione della rete idrica della città, venne inaugurata il 16/09/1907.

#### Marchesato di Santa Caterina
Il complesso realizzato nel diciottesimo secolo dalla famiglia dei Nannerini, è impreziosito in alcune stanze da affreschi sulle pareti. L'archivio storico della famiglia Falconi testimonia il prestigio sociale rivestito dai penultimi proprietari della villa. La chiesa di Santa Caterina in cui ha sede l'omonima parrocchia è il cuore dell'area.

#### Villa Brancadoro
La costruzione conserva vicino al torrione le mura di un antico monastero del XIII secolo.

#### Palazzo Montalto Nannerini
Il Palazzo cinquecentesco del Cardinale Peretti di Montalto, nipote di Sisto V, diventa di proprietà dei Nannerini Marchesi di Nannarini, quindi monastero dell'ordine delle Oblate Salesiane, delle monache benedettine, ed infine delle suore del Sacro Cuore. Ora le sue stanze sono sede della Contrada San Giovanni.

#### Palazzo Brancadoro
Costruito agli inizi del XIX secolo dal cardinale Cesare Brancadoro.

#### Palazzo Manlio-Fratalocchi
Il palazzo Manlio-Fratalocchi è uno storico edificio del XVII secolo, simbolo della cittadina, è situato nella contrada di San Giovanni. La facciata di palazzo Manlio si erge maestosa lungo corso Baccio, ed è visibile dalla principale via d'ingresso cittadina di Porta Romana.

#### Palazzo Gherardini
Eretto nel secolo XVII, ospitò l'asilo infantile.

### Musei

#### Archivio storico
Conserva manoscritti che risalgono al IX secolo, pergamene, bolle Papali e Imperiali.

#### Pinacoteca civica
Situata all'interno dell'antico convento dei Padri Filippini, contiene al suo interno il polittico con la Incoronazione della Vergine, del XV secolo, di Vittore Crivelli composto da 18 pannelli realizzati con la tecnica della tempera su legno in cui il pittore raffigura in alto da sinistra verso destra Sant'Antonio da Padova, Sant'Elpidio, La Madonna, Il Messia, Santa Maria di Magdala, San Bernardino da Siena; al centro da sinistra verso destra San Bonaventura da Bagnoregio, San Giovanni Battista, L'Incoronazione della Vergine, San Francesco d'Assisi, San Ludovico di Tolosa; e in basso sei pannelli di piccole dimensioni che illustrano episodi della vita di San Giovanni Battista. Le rappresentazioni dei Santi su fondo oro del pittore veneziano sono assemblate in una cornice dorata di stile gotico la cui parte superiore è in gran parte perduta.
All'interno della pinacoteca civica sono conservate altre due opere del pittore veneto: il trittico con la Visitazione della Vergine a Santa Elisabetta si compone di quattro pannelli e della cimasa, realizzati con la tecnica della tempera su legno che raffigurano il Cristo, la Visitazione di Maria a Santa Elisabetta, San Giovanni Battista e San Francesco, racchiusi in una incorniciatura di gusto classicheggiante. Un altro dipinto raffigura un frate Francescano nell'atto di pregare. 
Il Polittico e il Trittico vennero commissionati dai Frati per arredare la chiesa dei Minori Osservanti.
Nel museo è depositato anche un affresco staccato sfortunatamente un po’ rovinato con San Gabriele Arcangelo.
Pregevoli sono le opere realizzate da Hernestus De Schaychis con la Madonna del Rosario, quello di Nicola Monti con la Vergine con Il Bambino in braccio e quello di Gerolamo Dente con l'Assunzione della Vergine.
Le otto tavole che raffigurano episodi della vita di Sant'Elpidio sono una riproduzione dell'originale dipinto da Giacomo Di Nicola da Recanati conservato in un museo di Parigi.
L'edificio, restaurato dall'architetto Giuseppe Valadier, ospita anche la sala degli argenti in cui sono conservate pregevoli opere di oreficeria e argenteria realizzate dal secolo XVII al secolo XIX. 

#### Museo della calzatura
Le sale del museo ospitano pantofole, zoccoli, sandali, scarpe e stivali prodotti a partire dal Medioevo oltre che in Italia anche in altri Paesi d'Europa, in India, Cina, Africa, Canada e America Latina. Il museo ospita inoltre stampe antiche, calzatoi e attrezzature e macchinari di cui i calzolai si sono avvalsi in passato per la realizzazione del loro prodotto.
Il museo ospita inoltre le scarpe indossate dai papi Leone XIII, Giovanni XXIII e Giovanni Paolo II.

#### Museo dei fossili
Situato all'interno della Nobile Contrada San Giovanni ospita reperti fossili che appartengono a ere e a periodi differenti.
1) Chlamys e pecten (era Neozoica e Cenozoica), impronte di foglie su travertino (periodo Pleistocene), venus (periodo Pliocene). 
2) Ostrea, pinna e ambra (periodo Pliocene e Miocene), riccio (periodo Miocene), strombus (periodo Oligocene). 
3) Rudista, aptici, ammoniti (era Cenozoica e periodo Cretacico e Giurassico), dente di squalo e turritella (periodo Eocene).
4) Hildoceras, lytoceras, phylloceras, calliphylloceras (periodo giurassico).
5) Polyplectus e Megalodon (periodo Giurassico e Triassico), ceratites (periodo triassico).
6) trilobiti (era Paleozoica periodo devoniano, siluriano e cambriano).

#### Osservatorio astronomico
Inaugurato l'8 dicembre 1986, dispone di un telescopio riflettore di 254 millimetri di diametro ed è aperto al pubblico. Nel 2005 anche l'astrofisica Margherita Hack ha varcato la porta d'ingresso della struttura che ha avuto l'onore di ospitare il primo seminario nazionale di gnomonica nel 1987 coordinato dall'Unione astrofili Italiani.

#### Museo parrocchiale
Inaugurato nel 2007, il museo della Collegiata di Sant'Elpidio abate raccoglie oggetti liturgici, statue lignee e testi antichi che, nel loro insieme, coprono un arco temporale che va dal Cinquecento all'Ottocento.

## Società

### Evoluzione demografica
Abitanti censiti

### Etnie e minoranze straniere
Gli stranieri residenti a Sant'Elpidio a Mare al 1º gennaio 2011 sono 1.611 e rappresentano il 9,4% della popolazione residente.
La comunità straniera più numerosa è quella proveniente dalla Repubblica Popolare Cinese con il 21,4% di tutti gli stranieri presenti sul territorio, seguita dall'India (16,4%) e dall'Albania (14,7%).
| Paese   | Numero |
| ------- | ------ |
| Cina    | 344    |
| India   | 264    |
| Albania | 237    |

### Confraternite

#### Venerabile confraternita del Santissimo Sacramento
La confraternita del Santissimo Sacramento istituita il 30 luglio 1550 con Bolla di Papa Giulio III, venne eretta nella chiesa di Sant'Elpidio Abate grazie al contributo di fedeli laici che si assunsero l'impegno di curare l'altare per la solenne esposizione delle 40 ore durante la Settimana Santa, dal giorno della Domenica delle Palme al mezzogiorno del Mercoledì Santo, di promuovere la venerazione del Santissimo Sacramento attraverso i riti del Corpus Domini e del Venerdì Santo, di custodire i reliquiari e gli oggetti devozionali che vengono impiegati nella processione del Venerdi Santo.
Nel 1552 adottò come sede l'oratorio ubicato a lato della parrocchia di Sant'Elpidio Abate. Ogni terza domenica del mese, dopo aver partecipato alla Santa Messa, i confratelli organizzavano una processione eucaristica all'interno della chiesa; distribuivano la Comunione agli infermi; istituirono un monte frumentario che restò attivo fino alla metà del XIX secolo per aiutare e distribuire il pane ai poveri e ai bisognosi.
Il complesso degli edifici del XVIII secolo composto dalla chiesa, dal convento ora sede della pinacoteca civica, dall'oratorio di stile neoclassico e dalla sagrestia biabsidata, è stato realizzato dalla congregazione dell'oratorio di San Filippo Neri.
Attualmente la confraternita del Santissimo Sacramento gestisce il complesso dalla data dell'11 febbraio 1929 in seguito agli accordi di mutuo riconoscimento tra la Santa Sede e il Regno d'Italia mentre la proprietà appartiene al "Fondo Edifici di Culto", un fondo immobiliare italiano gestito dalla Direzione Centrale per l'amministrazione del fondo edifici di culto. La chiesa conserva le reliquie di San Filippo Neri e Santa Rita da Cascia e tributa ogni anno ai due santi una festa nei due giorni in cui ricorre la loro memoria liturgica.
A capo della Confraternita è un priore che la rappresenta dinanzi all'autorità ecclesiastica e civile. La confraternita segue il compendio delle regole approvate dal cardinale e arcivescovo di Fermo Filippo De Angelis il 25 settembre 1846 e mantiene le funzioni e gli obiettivi originari.

#### Reliquia di Santa Rita
La reliquia di Santa Rita esposta all'interno di un prezioso reliquiario viene esposta sull'altare maggiore della chiesa di San Filippo Neri il 22 maggio, giorno in cui ricorre la festività della Santa.

#### Reliquia di San Filippo Neri
La reliquia di San Filippo Neri, conservata all'interno di un busto reliquiario realizzato da un orafo romano nel XVIII secolo in rame dorato e argento sbalzato e cesellato, viene esposta sull'altare maggiore della chiesa di San Filippo Neri il 26 maggio, giorno in cui ricorre la festività del Santo.

#### Reliquie di Santi
- Corpus S. Victorii Mart. Nominis propri.
- Corpus S. Placidi.
- Corpus S. Severini Martis.
- Corpus S. Celestinae Martiris nominis propri.
- Corpus S Aurelii Marti.

#### Altare del Corpus Domini
La solenne processione del Corpus Domini rappresenta il momento più carico di significato per la confraternita per via della celebrazione del Santissimo Corpo di Cristo. La processione è l'esplicitazione della funzione fondativa del Sacramento per la confraternita e si compie a seguito del baldacchino, sotto il quale sfilano il Priore e il Sacerdote che sorregge il Corpus Domini. Il colore dei paramenti liturgici è il bianco e l'oro indicante la gioia, la luce, la vita. La zona presbiteriale è la parte più significativa dell'aula celebrativa in cui sono presenti il tabernacolo e l'altare. Durante la processione la confraternita mette a disposizione i seguenti paramenti liturgici: 
- Ostensorio a raggiera: struttura composta da tre parti: piedistallo, fusto e ostensorio in rame argentato, sbalzato e cesellato con figure di Cherubini inseriti sulla corona a raggiera dorata.
- Veste del Sacerdote: Tunica bianca, manipolo, stola, casula, piviale decorato con girali dorati.
- Veste del Diacono: Tunica bianca, dalmatica, stola, casula.
- Veste del Priore: tunica bianca, rocchetto dorato gallonato, placca con stemma della confraternita, rilevata a stampo e ritoccata a cesello.
- Veste dei Confratelli: tunica azzurra, cingolo, rocchetto, placca con stemma della confraternita, rilevata a stampo e ritoccata a cesello.
- Baldacchino per la processione del Corpus Domini.
- Domenicale filippino e coprileggio, stola decorata a motivi floreali con croci e terminazioni con frange dorate, stola bianca con bordure e croci dorate, manipolo con custodia, tovagliette con custodia ad uso liturgico.

#### Altare delle funzioni religiose
La confraternita durante l'anno effettua numerose funzioni religiose tra le quali la celebrazione delle Sante Messe. I paramenti liturgici hanno i colori del rosso che indica la Domenica delle Palme e le Festività Natalizie, il verde che è utilizzato durante il tempo ordinario (dalla domenica del Battesimo di Gesù fino al mercoledì delle ceneri) ed indica la giovinezza e la ripresa della vita nuova. Durante queste funzioni la confraternita mette a disposizione:
- Missale romanorum con coprileggio rosso Venetiis MDCCLIX (1759) ex typographia balleoniana.
- Missale romanum. Neapoli MDCCLXXXVII (1757) ex typographia simoniana.
- Missale romanum. MDCCXXXV (1785) ex typographia vaticana.
- Carta gloria "Initium Sancti Evangelii secundum Ioannem".
- Carta gloria "Dum sacerdos post oblationem".
- Tunica con stola a motivi floreali.
- Manipolo con custodia.

#### Altare del venerdì santo
Il venerdì santo culmina nella solenne processione notturna. A seguito del carro sfilano i Confratelli in abito solenne. A tale rito si aggiunge la funzione delle tre ore del venerdì santo. Il viola delle vesti liturgiche indica lo spirito di penitenza e la speranza, l'attesa di incontrare Gesù.

#### Vari Oggetti Liturgici
Tergumani (purificatoio), palle (copricalici), velo (copricalice), ampolline liturgiche.

#### Venerabile Arciconfraternita di Maria Santissima della Misericordia
Creata il 1º giugno 1399. Per la sua importanza venne posta sotto la protezione del Capitolo di San Giovanni in Laterano.

### Associazioni
- Musicali: Costituiscono eredità della "Cappella Musicale della Collegiata" attiva dal 1591 al 1919: l'Accademia Organistica Elpidiense (1974), la Corale Angelico Rosati (1993), il Pueri Cantores (2001) e la Schola Cantorum Santa Cecilia (fondata nel 2004).
- Storiografiche: L'Academia Elpidiana edita il periodico di attualità culturale e memoria storica Il mio paese
- Culturali: Ente Contesa, organizzatore dal 1972 della Contesa del secchio, la più antica manifestazione storica della Regione Marche e dell'intero cartellone ufficiale delle manifestazioni storiche elpidiensi. Edita periodicamente testi sulla storia locale e nazionale, nonché sulla rievocazione storica, inclusi nella "Collana della Contesa".

### Ordini Cavallereschi

#### Ordine Equestre del Santo Sepolcro di Gerusalemme
Da marzo 2008 Sant'Elpidio a mare è sede della Delegazione dell'Ordo Equestris Sancti Sepulcri Hierosolymitani per le Diocesi di Ascoli Piceno, Camerino, Fermo, Macerata e San Benedetto del Tronto. Il Priore che affianca il Delegato responsabile della Delegazione dell'Ordine è l'Arcivescovo Metropolita di Fermo.

### Gruppo Comunale di Protezione Civile
Istituito nell'anno 1988 è il più longevo della Regione Marche.

### Feste, tradizioni e folclore
- La festa di Sant'Antonio Abate il 17 gennaio viene celebrata con una solenne cerimonia presso la chiesa di Sant'Elpidio Abate la domenica nella messa delle 10:30, segue la benedizione degli animali, la processione della Statua di Sant'Antonio per le vie del centro e la distribuzione del pane di Sant'Antonio benedetto dall'Arciprete.
- Dal 1993 l'ultima settimana di luglio, si celebra la Città Medioevo per rievocare la vita della Città nel XIV secolo.
- Dal 1953, ogni seconda domenica del mese di agosto, si celebra la Contesa del secchio, la prima rievocazione storica delle Marche.
- Il Santo Patrono ricorre il 2 settembre.
- Dall'anno 2009 il "Laboratorio Sociale Pier Giorgio Frassati" organizza la festa del Beato Pier Giorgio Frassati Patrono delle Confraternite.

### Premio Elpidiense dell'anno
La manifestazione nata nel 1990 per volere dell'Ente Contesa da esso organizzata con il patrocinio dell'Amministrazione Comunale, ha l'obiettivo di valorizzare quei Cittadini che distintisi in ambito professionale, associazionistico, culturale, sportivo, di riflesso accrescono il prestigio del Paese al quale appartengono. Il Presidente dell'Ente Contesa ed il Sindaco donano al Vincitore una statua di Sant'Elpidio a cavallo.

## Geografia antropica

### Frazioni
Le frazioni del territorio elpidiense sono:
- Castellano: un tempo Castel di Castro, fortezza sconfitta dall'emergente Sant'Elpidio nel 1300.
- Cascinare e Bivio cascinare: ricca di piccoli laboratori artigiani, la sua economia è basata prettamente sull'industria calzaturiera.
- Cura mostrapiedi: piccolo abitato a carattere rurale in cui è presente una forte industria calzaturiera.
- Luce - Cretarola: un tempo sede dei marchesi Nannerini dei Nannerini ora sede dell'opera Pia Falconi.

Tra le frazioni del territorio comunale si trova anche Casette d'Ete che conta circa 2.900 abitanti ed è situata fra le colline elpidiensi e il fiume Ete morto. Ricca di piccoli laboratori artigiani, la sua economia è basata prettamente sull'industria calzaturiera e di pelletterie in genere.

## Economia
- Le Silla, azienda di calzature di lusso
- Tod's, azienda di calzature di lusso
- Hogan, marchio italiano produttore di scarpe

## Infrastrutture

### Strade
I collegamenti più importanti sono:
- SS 210 Fermana-Faleriense, collegamento est-ovest da Porto San Giorgio ad Amandola;
- Dorsale Marche-Abruzzo-Molise "Mezzina", collegamento nord-sud in costruzione funzionante in alcuni tratti tra cui quello che va da Montecosaro a Fermo;
- Autostrada A14 Bologna-Taranto, la città si trova a pochi chilometri dal casello di Porto San Giorgio.

## Amministrazione
| Periodo          | Periodo          | Primo cittadino                             | Partito                           | Carica                  | Note          |
| ---------------- | ---------------- | ------------------------------------------- | --------------------------------- | ----------------------- | ------------- |
| 27 giugno 1994   | 25 giugno 2004   | Renzo Offidani                              | centro-sinistra                   | Sindaco                 | [ 13 ]        |
| 26 giugno 2004   | 17 febbraio 2007 | Giovanni Martinelli                         | liste civiche - centro-destra     | Sindaco                 | [ 13 ]        |
| 17 febbraio 2007 | 28 maggio 2007   | Marisa Marchetti                            |                                   | Commissario prefettizio |               |
| 28 maggio 2007   | 20 maggio 2012   | Alessandro Mezzanotte                       | centro-sinistra                   | Sindaco                 | [ 14 ]        |
| 21 maggio 2012   | 26 giugno 2022   | Alessio Terrenzi                            | liste civiche - Italia dei Valori | Sindaco                 | [ 15 ]        |
| 27 giugno 2022   | 26 giugno 2024   | Alessio Pignotti                            | liste civiche                     | Sindaco                 | [ 16 ] [ 17 ] |
| 27 giugno 2024   | 8 giugno 2025    | Alessandra De Notaristefani Di Vastogirardi |                                   | Commissario prefettizio | [ 18 ]        |
| 9 giugno 2025    | in carica        | Gionata Calcinari                           | centro-destra                     | Sindaco                 | [ 19 ]        |

### Altre informazioni amministrative
Fa parte della Zona Territoriale n. 11 di Fermo dell'Azienda Sanitaria Unica Regionale delle Marche (in sigla Z.T. n. 11 - A.S.U.R. Marche). Fa parte del Distretto sanitario n° 1 di Porto Sant'Elpidio.

## Sport
Hanno sede nel comune le società di calcio: Elpidiense Cascinare (Promozione); Real Elpidiense (Prima Categoria); Casette d'Ete (Seconda Categoria).
Le squadre di calcio a 5, tutte in Serie D, sono: Atletico Bivio Cascinare 2006 della frazione Cascinare e ASG Sant'Elpidio a Mare.